# Patrie (couraçado)
O Patrie foi um couraçado pré-dreadnought operado pela Marinha Nacional Francesa e a segunda e última embarcação da Classe République, depois do République. Sua construção começou em abril de 1902 na Forges et Chantiers de la Méditerranée e foi lançado ao mar em dezembro do ano seguinte, sendo comissionado em julho de 1907. Era armado com uma bateria principal de quatro canhões de 305 milímetros montados em duas torres de artilharia duplas, tinha um deslocamento de quase de quinze mil toneladas e conseguia alcançar uma velocidade máxima de dezoito nós.
O Patrie serviu junto com a Esquadra do Mediterrâneo em tempos de paz e suas principais atividades consistiram na realização de exercícios de rotina e cruzeiros para portos estrangeiros. Com o início da Primeira Guerra Mundial em julho de 1914, o navio escoltou comboios de tropas vindos do Norte da África, em seguida sendo colocado para conter a Marinha Austro-Húngara no Mar Adriático, participando em agosto da Batalha de Antivari. Suas atividades em seguida consistiram em patrulhas pela área até a entrada da Itália na guerra em 1915, permitindo a retirada francesa.
O couraçado foi enviado em 1915 para a Campanha de Galípoli a fim de bombardear fortificações otomanas, sendo depois colocado na Grécia para pressionar os gregos a entrarem na guerra pelos Aliados, chegando a enviar uma equipe de desembarque para apoiar um golpe pró-Aliados. Pouco fez durante 1917 e 1918, sendo enviado depois da guerra para apoiar a intervenção dos Aliados na Guerra Civil Russa. O Patrie foi transformado em um navio-escola em 1919 e descomissionado em 1924, porém continuou em suas funções de treinamento até ser desmontado em 1937.

## Projeto
Os navios da classe République marcaram uma melhoria significativa em relação aos anteriores encouraçados franceses, sendo significativamente maiores e mais bem armados e blindados do que o encouraçado anterior. Projetados por Louis-Émile Bertin, os navios incorporaram um novo layout de blindagem que incluía uma cidadela blindada mais abrangente que resistiria melhor às inundações do que a blindagem lateral rasa usada em embarcações anteriores.
O Patrie tinha 135,25 metros de comprimento no geral e tinha uma boca de 24,25 metros e um calado médio de 8,2 metros. Ele deslocava 14 870 toneladas em plena carga. Ele era movido por três motores verticais de expansão tripla com 24 caldeiras Niclausse. Eles foram avaliados em 17 500 cavalos de força e proporcionavam uma velocidade máxima de dezoito nós (33 quilômetros por hora). O armazenamento de carvão totalizava 1 800 toneladas, que proporcionavam um alcance máximo de dezesseis mil quilômetros a uma velocidade de cruzeiro de dez nós (dezenove quilômetros por hora). Ele tinha uma tripulação de 32 oficiais e 710 homens alistados.
A bateria principal do Patrie consistia em quatro canhões Modèle 1893/96 de 305 milímetros montados em duas torres de canhão duplo, uma à frente e outra à ré. A bateria secundária consistia em dezoito canhões Modèle 1893 de 164 milímetros; doze foram montados em torres gêmeas e seis em casamatas no casco. Ele também carregava 24 canhões de 47 milímetros. O navio também estava armado com dois tubos de torpedo de 450 milímetros, que ficavam submersos no casco.
O cinturão principal do navio era de 280 milímetros de espessura na cidadela central, e estava conectado a dois conveses blindados; o andar superior era de 54 milímetros de espessura enquanto o convés inferior tinha 51 milímetros, com lados inclinados de setenta milímetros. Os canhões da bateria principal foram protegidos por até 360 milímetros de blindagem nas frentes das torres, enquanto as torres secundárias tinham 138 milímetros de armadura nas faces. A torre de comando tinha 266 milímetros de espessura nos lados.

### Modificações
Testes para determinar se as torres da bateria principal poderiam ser modificadas para aumentar a elevação dos canhões (e, portanto, seu alcance) provaram ser impossíveis, mas a Marinha determinou que os tanques de ambos os lados do navio poderiam ser inundados para induzir um salto de 2 graus. Isso aumentou o alcance máximo das armas de 12 500 para 13 500 metros. Novos motores foram instalados nas torres secundárias em 1915–1916 para melhorar suas taxas de giragem e elevação. Também em 1915, os canhões de 47 milímetros localizados em cada lado da ponte foram removidos e os dois na superestrutura traseira foram movidos para o teto da torre traseira. Em 8 de dezembro de 1915, o comando naval emitiu ordens para que a bateria leve fosse revisada para apenas quatro dos canhões de 47 milímetros e oito canhões de 65 milímetros. A bateria leve foi revisada novamente em 1916, com os quatro canhões de 47 milímetros sendo convertidos com montagens antiaéreas de alto ângulo. Eles foram colocados no topo da torre da bateria principal traseira e nos telhados das torres secundárias número 5 e 6. Em 1912–1913, o navio recebeu dois Telêmetros Barr & Stroud de dois metros.
Em 1912–1913, o navio recebeu dois Telêmetros Barr & Stroud de dois metros, embora o Patrie mais tarde os tenha substituído por telêmetros de 2,74 metros retirados do encouraçado Courbet. Os testes revelaram que os telêmetros mais amplos eram mais suscetíveis a ficarem fora de alinhamento, então a Marinha decidiu manter a versão de dois metros para os demais couraçados da frota. Em 1916, o comando decidiu modernizar o equipamento de telêmetro da frota, e Patrie foi equipado com um telêmetro de 2,74 e dois de dois metros para suas armas primárias e secundárias e um Telêmetro Barr & Stroud de oito metros para suas armas antiaéreas.

## Histórico de serviço

### Construção – 1909
O Patrie foi batido no estaleiro La Seyne em 1 de abril de 1902, lançado em 17 de dezembro de 1903 e concluído em 1 de julho de 1907, vários meses após o encouraçado britânico HMS Dreadnought entrar em serviço, o que tornou os pré-dreadnoughts como Patrie desatualizados. Enquanto o Patrie ainda estava sendo equipado, o encouraçado Iéna sofreu uma explosão catastrófica do carregador que destruiu a embarcação. Seu comandante tentou inundar o cais que segurava o Iéna para apagar o incêndio, disparando um dos canhões secundários do Patrie no portão do cais, mas o projétil ricocheteou e não o penetrou. O cais foi finalmente inundado quando o alferes de Vaisseau Roux (que foi morto pouco depois por fragmentos do navio) conseguiu abrir as comportas. Em maio, o navio realizou testes de mar e, em 29 de maio, um tubo condensador de uma de suas caldeiras estourou. Vários foguistas foram escaldados e o navio teve que retornar a Toulon para substituir o tubo do condensador.

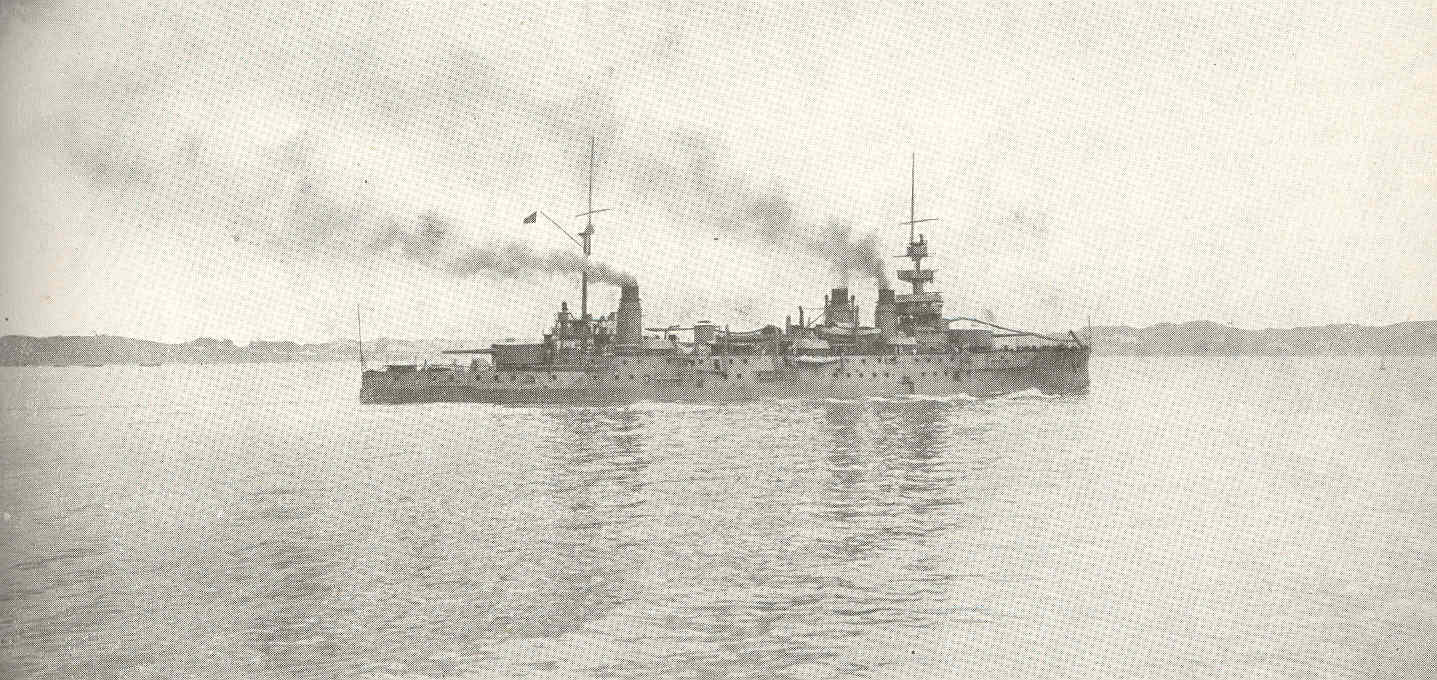
Patrie saindo de Toulon

Após entrar em serviço, ele foi designado para a 1.ª Divisão da Esquadra do Mediterrâneo, junto com seu irmão République e Suffren, a nau capitânia tanto da divisão quanto da esquadra. A partir de então, a frota iniciou as manobras anuais de verão, que duraram até 31 de julho. O Esquadrão Mediterrâneo juntou-se ao Esquadrão Norte para exercícios no Mediterrâneo Ocidental. Em 5 de novembro, o Patrie substituiu Suffren como capitânia do esquadrão, hasteando a bandeira do Vice-amiral (VA—Vice-almirante) Germinet. Em 13 de janeiro de 1908, o Patrie e os couraçados République, Charlemagne, Gaulois, Saint Louis, Masséna e Jauréguiberry navegaram para Golfe-Juan e depois para Villefranche-sur-Mer, onde permaneceram por mais de um mês. Durante este período de treinamento, no dia 17 de março, o Patrie, République, Justice e Liberté realizaram treinamento de tiro, utilizando como alvo o velho ironclad Tempête. Em junho e julho, as Esquadras do Mediterrâneo e do Norte realizaram as suas manobras anuais, desta vez ao largo de Bizerta. Em outubro, os navios da 1.ª Divisão, que então consistia em Patrie e République, partiram para Barcelona, na Espanha. Os navios foram inspecionados pelo rei Alfonso XIII, que embarcou em Patrie durante a visita.
Em 5 de janeiro de 1909, Germinet foi substituído pelo VA Fauque de Jonquières, após a publicação de uma carta na qual Germinet criticava o fornecimento de munições da frota. Enquanto estava em Villefranche, Patrie recebeu Albert I, Príncipe de Mônaco, durante sua visita ao porto de 18 a 24 de fevereiro. Após a sua partida, a Esquadra do Mediterrâneo conduziu exercícios de treino ao largo da Córsega, seguidos de uma revisão naval em Villefranche para o presidente Armand Fallières em 26 de abril. Patrie, Démocratie, Liberté e o cruzador blindado Ernest Renan navegaram para o Atlântico para exercícios de treinamento em 2 de junho; enquanto estavam no mar, dez dias depois, eles se encontraram com République, Justice e o cruzador protegido Galilée em Cádiz, Espanha. O treinamento incluiu servir como alvo para os submarinos da frota no estreito de Pertuis d'Antioche. Os navios então seguiram para o norte, para La Pallice, onde realizaram testes com seus aparelhos de telegrafia sem fio e treinamento de tiro na baía de Quiberon. De 8 a 15 de julho, os navios pararam em Brest e no dia seguinte partiram para Le Havre. Lá, eles encontraram o Esquadrão Norte para outra revisão da frota de Fallières em 17 de julho. Dez dias depois, a frota combinada navegou para Cherbourg, onde realizou outra revisão da frota, desta vez durante a visita do czar Nicolau II da Rússia. Patrie, République e Démocratie partiram para Toulon em 17 de agosto e chegaram em 6 de setembro.

### 1910–1914

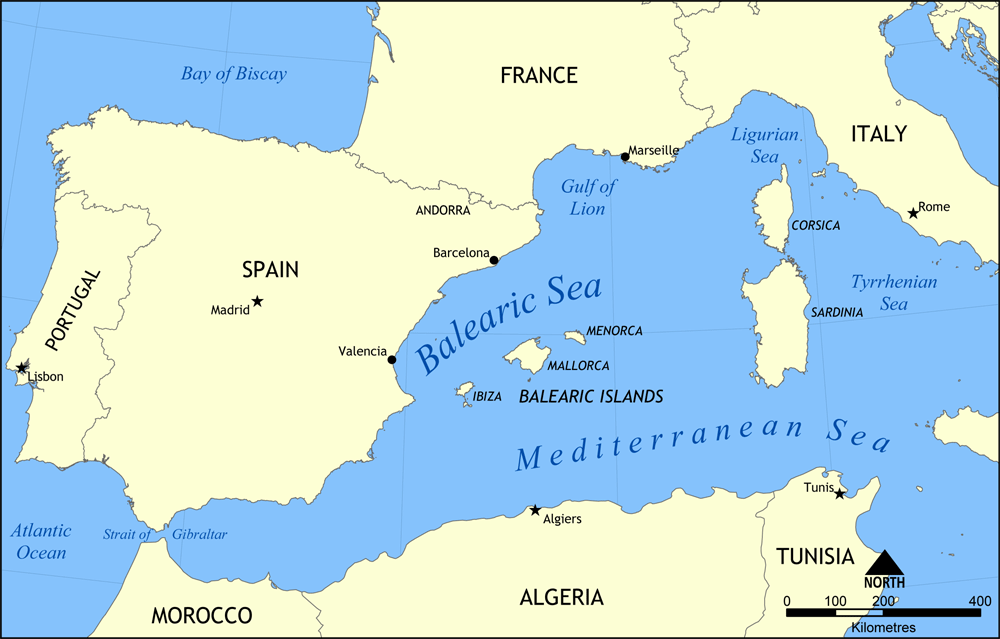
Mapa do Mediterrâneo Ocidental, onde o Patrie passou a maior parte de sua carreira em tempos de paz

O Patrie juntou-se à République, Justice, Vérité, Démocratie e Suffren para um ataque simulado ao porto de Nice em 18 de fevereiro. Durante as manobras, o Patrie lançou um torpedo que atingiu acidentalmente o République, danificando seu casco e obrigando-o a embarcar em Toulon para reparos. Ele então viajou para Mônaco para a inauguração do Museu Oceanográfico de Mônaco na companhia dos destróieres Coutelas e Cognée em 29 de março. Ele então retornou para manobras ao largo da Sardenha e da Argélia de 21 de maio a 4 de junho, na companhia da République e da Démocratie. Os exercícios com o resto da Esquadra do Mediterrâneo ocorreram de 7 a 18 de junho. Um surto de febre tifóide entre as tripulações dos couraçados no início de dezembro obrigou a Marinha a confiná-los no Golfe-Juan para conter a febre. Em 15 de dezembro, o surto havia diminuído.
O VA Bellue substituiu Fauque de Jonquières em 5 de janeiro de 1911. Em 16 de abril, o Patrie e o resto da frota escoltaram o Vérité, que tinha a bordo Fallières, o Ministro da Marinha Théophile Delcassé, e Charles Dumont, o Ministro das Obras Públicas, Correios e Telégrafos, até Bizerta. Eles chegaram dois dias depois e realizaram uma revisão da frota que incluiu dois couraçados britânicos, dois couraçdos italianos e um cruzador espanhol em 19 de abril. A frota regressou a Toulon no dia 29 de abril, onde Fallières duplicou as rações das tripulações e suspendeu quaisquer punições para agradecer aos homens pelo seu desempenho. O Patrie e o resto do 1.º Esquadrão e os cruzadores blindados Ernest Renan e Léon Gambetta fizeram um cruzeiro no Mediterrâneo ocidental em maio e junho, visitando vários portos, incluindo Cagliari, Bizerta, Bône, Philippeville, Argel e Bugia. Em 1.º de agosto, os couraçados da classe Danton começaram a entrar em serviço e foram designados para o 1.º Esquadrão, deslocando Patrie, République e os navios da classe Liberté para o 2.º Esquadrão.
A frota realizou outra revisão da frota fora de Toulon em 4 de setembro. O almirante Jauréguiberry levou a frota ao mar no dia 11 de setembro para manobras e visitas ao Golfe-Juan e Marselha, regressando ao porto cinco dias depois. Em 25 de setembro, o Liberté explodiu enquanto estava em Toulon, outro couraçado francês reivindicado pelo instável propelente Poudre B. Vários navios no porto foram danificados, mas Patrie saiu ileso. Apesar do acidente, a frota continuou com sua rotina normal de exercícios de treinamento e cruzeiros durante o resto do ano. O 2.º Esquadrão conduziu manobras em abril de 1912 e, em 25 de abril, o Patrie e o Vérité navegaram para o ancoradouro de Hyères para treinamento de artilharia. Os dois navios, acompanhados pelo Justice, partiram de Toulon em 21 de maio para uma série de exercícios realizados entre Marselha e Villefranche; enquanto estavam no mar, o encouraçado Danton juntou-se a eles, que tinha a bordo o almirante Augustin Boué de Lapeyrère e o príncipe britânico de Gales. Boué de Lapeyrère inspecionou ambos os esquadrões de couraçados em Golfe-Juan de 2 a 12 de julho, após o que os navios navegaram primeiro para a Córsega e depois para a Argélia.
O VA de Marolles assumiu o comando do 2.º Esquadrão, hasteando sua bandeira a bordo do Patrie em 6 de janeiro de 1913. Os navios participaram então de exercícios de treinamento ao largo de Le Lavandou. A frota francesa, que então incluía dezasseis couraçados, realizou manobras em grande escala entre Toulon e a Sardenha a partir de 19 de maio. Os exercícios foram concluídos com uma revisão da frota para o presidente Raymond Poincaré. A prática de artilharia ocorreu de 1 a 4 de julho. O 2.º Esquadrão partiu de Toulon em 23 de agosto com os cruzadores blindados Jules Ferry e Edgar Quinet e duas flotilhas de contratorpedeiros para realizar exercícios de treinamento no Atlântico. Durante a rota para Brest, os navios pararam em Tânger, Royan, Le Verdon, La Pallice, Baía de Quiberon e Cherbourg. Chegaram a Brest em 20 de setembro, onde encontraram uma esquadra russa de quatro couraçados e cinco cruzadores. Os navios então voltaram para o sul, parando em Cádiz, Tânger, Mers El Kébir, Argel e Bizerte antes de finalmente chegarem de volta a Toulon em 1.º de novembro. Os navios do 2.º Esquadrão realizaram treinamento com torpedos em 19 de janeiro de 1914 e, no final daquele mês, partiram para Bizerte, retornando a Toulon em 6 de fevereiro. A esquadra visitou vários portos em junho, mas após o assassinato do arquiduque Francisco Ferdinando e a crise de julho que se seguiu, levou a frota a permanecer perto do porto, fazendo apenas curtas surtidas de treinamento à medida que as tensões internacionais aumentavam.

### Primeira Guerra Mundial

#### 1914–1915
Após a eclosão da Primeira Guerra Mundial em julho de 1914, a França anunciou a mobilização geral em 1.º de agosto. No dia seguinte, Boué de Lapeyrère ordenou que toda a frota francesa começasse a aumentar o vapor às 22h15 para que os navios pudessem fazer uma surtida mais cedo no dia seguinte. Confrontada com a perspectiva de que a Divisão Alemã do Mediterrâneo - centrada no cruzador de batalha SMS Goeben - pudesse atacar os navios de tropas que transportavam o exército francês no Norte de África para a França metropolitana, a frota francesa foi encarregada de fornecer escolta pesada aos comboios. Assim, o Patrie e o restante do 2.º Esquadrão foram enviados para Argel, onde se juntaram a um grupo de sete navios de passageiros que contava com um contingente de sete mil soldados do XIX Corpo de exército. No mar, os novos couraçados Courbet e Jean Bart e os couraçados da classe Danton Condorcet e Verginiaud, que assumiram a escolta do comboio. Em vez de atacar os comboios, Goeben bombardeou Bône e Philippeville e depois fugiu para o leste, para o Império Otomano.

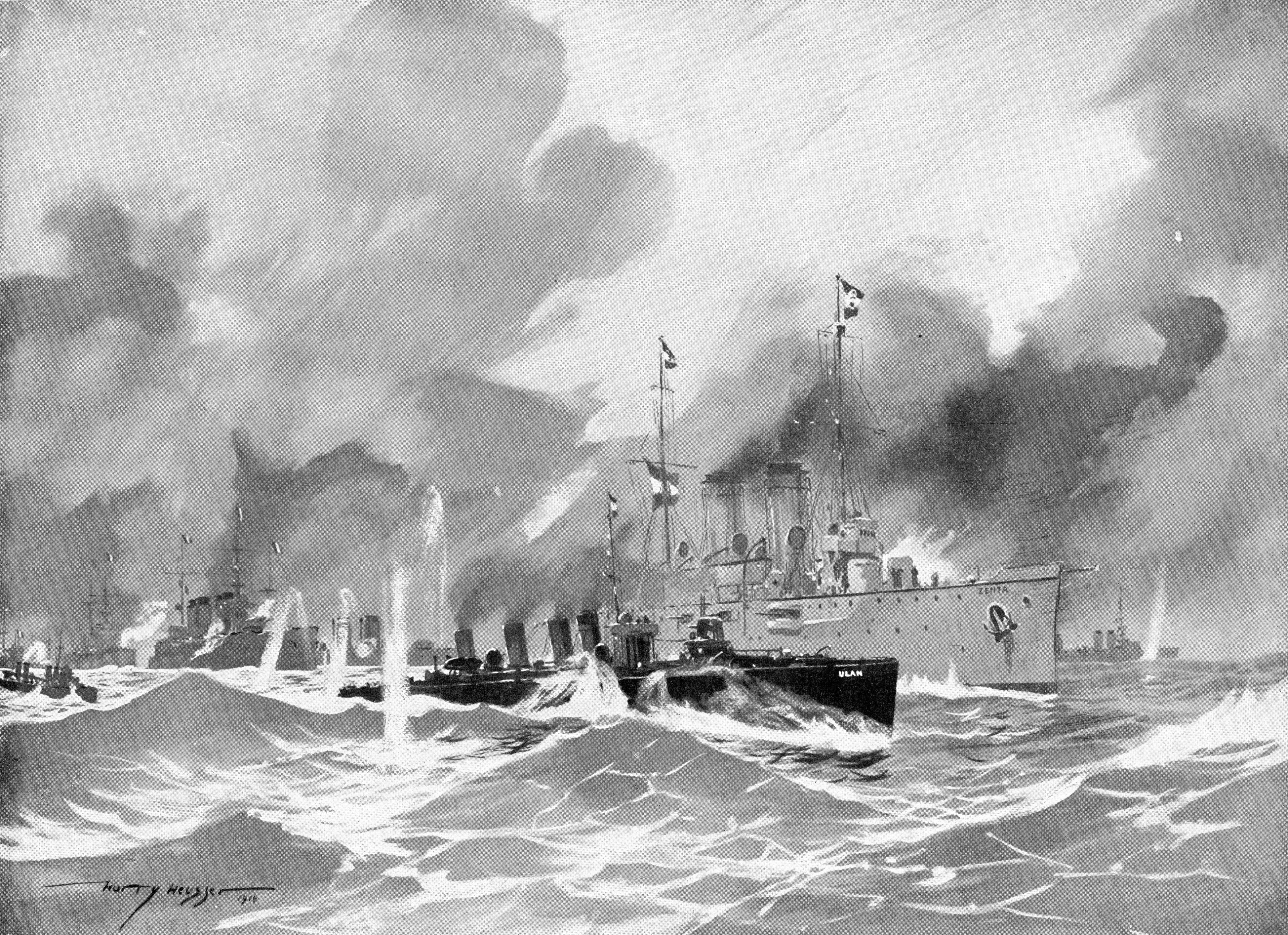
Os navios austro-húngaros e Ulan sob o fogo da frota francesa na Batalha de Antivari

Em 12 de agosto, a França e a Grã-Bretanha declararam guerra ao Império Austro-Húngaro à medida que o conflito continuava a aumentar. Os 1.º e 2.º Esquadrões foram, portanto, enviados ao sul do Mar Adriático para conter a Marinha Austro-Húngara. Em 15 de agosto, os dois esquadrões chegaram ao Estreito de Otranto, onde encontraram os cruzadores britânicos em patrulha HMS Defence e HMS Weymouth ao norte de Othonoi. Boué de Lapeyrère então levou a frota para o Adriático na tentativa de forçar uma batalha com a frota austro-húngara; na manhã seguinte, os cruzadores britânicos e franceses avistaram ao longe navios que, ao aproximarem-se deles, revelaram ser o cruzador protegido SMS Zenta e o torpedeiro Ulan, que tentavam bloquear a costa de Montenegro. Na Batalha de Antivari que se seguiu, Boué de Lapeyrère inicialmente ordenou que seus couraçados disparassem tiros de advertência, mas isso causou confusão entre os artilheiros da frota que permitiu que Ulan escapasse. O Zenta tentou fugir, mas rapidamente recebeu vários golpes que desativaram seus motores e a incendiaram. Ele afundou logo depois e a frota anglo-francesa retirou-se.
A frota francesa patrulhou o extremo sul do Adriático durante os três dias seguintes com a expectativa de que os austro-húngaros contra-atacassem, mas o seu adversário nunca chegou. Em 20 de agosto, o 1.º Esquadrão foi enviado para reabastecer o combustível em Malta enquanto o Patrie e o Vérité permaneceram no posto; Justice, Démocratie e République também tiveram que se retirar, os dois primeiros navios colidiram e o République rebocou o Démocratie. Os couraçados franceses bombardearam então as fortificações austríacas em Cattaro, no dia 1 de Setembro, numa tentativa de atrair a frota austro-húngara, que mais uma vez se recusou a morder a isca. A essa altura, o République e o Justice já haviam retornado. De 18 a 19 de setembro, a frota fez outra incursão no Adriático, navegando até o norte até a ilha de Lissa; no retorno para o sul, vários cruzadores franceses inadvertidamente ficaram ao alcance dos canhões em Cattaro, então o Patrie e o Démocratie abriram fogo contra os canhões para suprimi-los enquanto os cruzadores se retiravam.
As patrulhas continuaram até dezembro, quando um submarino austro-húngaro torpedeou Jean Bart, levando à decisão do comando naval francês de retirar a principal frota de batalha das operações diretas no Adriático. Durante este período, os franceses fizeram de Corfu a sua principal base naval na área, com Malta servindo como base de apoio onde a manutenção poderia ser efectuada. Em 21 de janeiro de 1915, o Patrie foi a Prováti para resgatar a tripulação de um navio a vapor grego que ali encalhou. Em 18 de maio, o VA Nicol embarcou no Patrie, fazendo dele sua nau capitânia; ele então deixou o 2.º Esquadrão para servir na Divisão de Dardanelos como parte da Campanha de Gallipoli. Ele navegou para o Mediterrâneo oriental com o cruzador blindado Kléber e juntou-se ao que se tornou a 3ª Divisão de Batalha, que também incluía os couraçados Suffren, Saint Louis, Charlemagne, Jauréguiberry e Henri IV . Em 12 de julho, o Patrie apoiou um ataque aos fortes otomanos em Achi Baba, disparando várias salvas com sua bateria secundária antes de retornar a Mudros para passar a noite. Em 2 de agosto, ele navegou para o sul para bombardear Seferihisar. Durante esta ação, um projétil detonou em um de seus canhões secundários, ferindo sete homens.

#### 1916–1918
Após a retirada de Galípoli, os franceses transferiram os navios da antiga Divisão dos Dardanelos para Salônica, na Grécia. Lá, em 5 de maio de 1916, Patrie e Vérité abateram um zepelim alemão que fazia reconhecimento na área. Em junho, os franceses e britânicos estavam cansados com a recusa do rei grego Constantino I em entrar na guerra ao lado dos Aliados, então os franceses formaram o 3.º Esquadrão, composto pelos cinco navios de guerra das classes République e Liberté e enviaram transportá-los para Salónica para exercer pressão sobre o governo grego. Ao longo de junho e julho, os navios alternaram entre Salônica e Mudros e, em 9 de julho, Patrie foi destacado para uma revisão em Toulon. Enquanto ele estava fora, o grosso da frota francesa foi transferido para Cefalônia. Chegando lá após concluir os reparos em 1.º de setembro, o navio juntou-se ao 3.º Esquadrão em patrulha até Keratsini. De lá, Patrie, Démocratie e Suffren seguiram para o ancoradouro perto de Elêusis, nos arredores de Atenas, em 7 de outubro. Lá, os navios participariam de um ataque à frota grega, com o Patrie programado para enfrentar o encouraçado Lemnos. Mas o plano foi arquivado e os franceses acabaram por apreender os navios gregos em 19 de outubro.
Entretanto, em agosto, um grupo pró-Aliado lançou um golpe de Estado contra a monarquia na Noemvriana, que os Aliados procuraram apoiar. O Patrie contribuiu com homens para um grupo de desembarque que desembarcou em Atenas em 1.º de dezembro para apoiar o golpe. As tropas britânicas e francesas foram derrotadas pelo exército grego e por civis armados e foram forçadas a retirar-se para os seus navios, após o que a frota britânica e francesa impôs um bloqueio às partes do país controladas pelos monarquistas. Em junho de 1917, Constantino foi forçado a abdicar e o 3.º Esquadrão foi dissolvido; Patrie e République tornaram-se a Divisão Naval Oriental e foram enviadas para o Mediterrâneo oriental. Em dezembro, ambos os navios tiveram seus canhões casamatados centrais e traseiros removidos. Os navios passaram 1917 praticamente ociosos, pois os homens foram retirados dos couraçados da frota para uso em navios de guerra anti-submarinos. Em 20 de janeiro de 1918, os franceses receberam a notícia de que o cruzador de batalha Goeben (agora sob a bandeira otomana como Yavuz Sultan Selim) faria uma surtida, então Patrie e République se prepararam para a ação. O cruzador de batalha atingiu várias minas navais, entretanto, e interrompeu o ataque.
No dia 4 de julho, o Patrie foi a Malta para manutenção periódica, que foi concluída quatro dias depois. Ele então retornou a Mudros, época em que um surto de gripe matou onze homens e deixou outros 475 gravemente doentes, 150 dos quais tiveram de ser mandados para casa para se recuperarem. O Patrie foi posteriormente designado para a Divisão de Salônica, baseada em Mudros. O navio não viu mais nenhuma ação durante o restante da guerra, que terminou com os armistícios assinados com a Alemanha, a Áustria-Hungria e o Império Otomano em novembro.

### Pós-guerra
Imediatamente após o fim da guerra, a frota francesa começou a deslocar-se para o Mar Negro como parte da intervenção Aliada na Guerra Civil Russa. O Patrie foi enviado para Constantinopla no Império Otomano, ele próprio assolado pelo colapso interno e pela Guerra Greco-Turca. Devido à falta de pessoal, o Patrie foi reduzido a um navio-quartel ali. Em 5 de junho de 1919, ele partiu de Constantinopla e chegou a Toulon passando por Bizerte dez dias depois. O navio foi designado para a Divisão de Treinamento em 1.º de agosto como substituto do cruzador blindado Victor Hugo. Ele foi transferido para a escola de torpedeiros e eletricistas em 19 de fevereiro de 1921. Durante um exercício de artilharia em 20 de maio de 1924, um projétil explodiu em sua torre secundária dianteira de estibordo, matando oito e ferindo cinco homens. Outro acidente ocorreu em 3 de junho, quando um dos torpedos de treinamento apresentou defeito e voltou, atingindo o Patrie e abrindo um buraco no casco. Ele foi desativado em 20 de junho e os reparos duraram de 15 de agosto a 15 de setembro. O Patrie tornou-se então um navio-escola estacionário em Saint-Mandrier-sur-Mer, servindo nessa função até 1936. Ele foi finalmente vendido para demolidores de navios em 25 de setembro de 1937 e desmantelado.